# Gaediopsis setosa
Gaediopsis setosa är en tvåvingeart som beskrevs av Daniel William Coquillett 1897. Gaediopsis setosa ingår i släktet Gaediopsis och familjen parasitflugor. Inga underarter finns listade i Catalogue of Life.